# Neobnovitelný zdroj energie

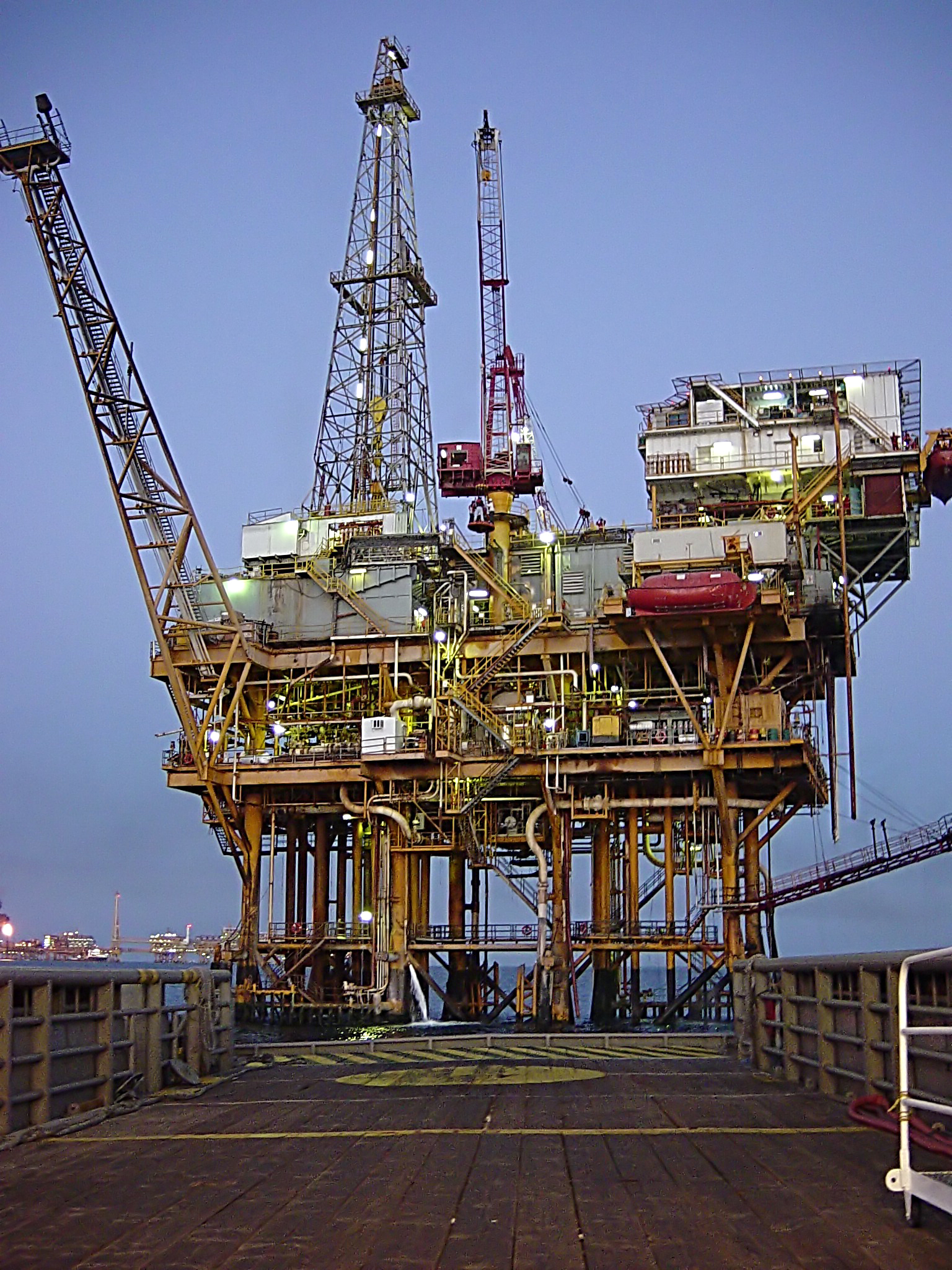
Ropa je typický neobnovitelný zdroj energie (na obrázku těžební plošina v Mexickém zálivu)

Neobnovitelný zdroj energie je nerostná surovina využitelná pro výrobu energie, která se přirozeně neobnovuje, případně se obnovuje rychlostí, která je zanedbatelná v porovnání s rychlostí její spotřeby. Jmenovitě jde především o fosilní paliva (uhlí, ropa, zemní plyn) a suroviny pro výrobu jaderných paliv (uran, potenciálně thorium). Mezinárodní energetická agentura (IEA) předpokládá, že celosvětová spotřeba neobnovitelných zdrojů již výrazněji neporoste a nejpozději od roku 2030 začne klesat, přičemž ve vyspělých zemích klesá již od roku 2010.

## Druhy neobnovitelných zdrojů energie
Typickými příklady neobnovitelných zdrojů energie jsou především fosilní paliva: uhlí, ropa, zemní plyn a rašelina. Dále sem patří látky pro výrobu jaderného paliva (uran, výhledově thorium), protože přirozené přírodní zásoby štěpných materiálů jsou rovněž vyčerpatelné. 

### Uhlí
Hlavní článek: Uhlí
Uhlí je hořlavá černohnědá sedimentární hornina, která se získává z hlubinných dolů (černé uhlí) nebo povrchově (hnědé uhlí). Skládá se z  uhlíku,  vodíku a  kyslíku a dalších příměsí. Největší producenti uhlí jsou Čína, USA a Indie. Podle zprávy koncernu British Petroleum z roku 2007 vydrží zásoby světového uhlí až do roku 2154. Odhad je založen na aktuální roční spotřebě a známých rezervách uhlí.
V Česku je v lokalitě Vršany v severních Čechách podle odhadů až 295,5 milionu tun uhlí a těžit by se zde mělo do roku 2052, což znamená, že je to v rámci ČR těžební místo s nejdelší životností.
Podle odborníků jsme schopni vytěžit pouze cca 12 % světových zásob. Zbylé zásoby lze využít například spalováním uhlí v nalezišti, které vytvoří využitelný plyn. Případně z uhlí v nalezišti extrahovat ropu.

### Ropa
Hlavní článek: Ropa
Ropa je přirozeně se vyskytující hořlavá kapalina. Skládá se především z uhlovodíků. Mezi největší těžaře ropy se řadí Rusko, Saúdská Arábie, USA a Mexiko. V Česku se ropa těží na jižní Moravě. Na ropě je dnes závislá také produkce potravin, protože se v zemědělství ve velké míře používají umělá hnojiva vyráběná z ropy.

### Zemní plyn
Hlavní článek: Zemní plyn
Zemní plyn je vyskytující směs uhlovodíků, kde je hlavní složkou metan, dále poté ethan. Poměry jednotlivých uhlovodíků se liší podle naleziště, nejvíce methanu (99,72 %) je v zemním plynu na Aljašce.
Využívá se jako palivo v automobilech (stlačené CNG, zkapalněné LNG), pro výrobu vodíku a při vytápění.

### Rašelina
Hlavní článek: Rašelina
Rašelina je směs částečně rozložených rostlin, nejčastější složkou bývá rašeliník. Rašeliniště pokrývají 2 % povrchu Země.
Používá se jako palivo, v zemědělství se přidává do půdy díky schopnosti uchovat vlhkost, nebo jako podestýlka pro dobytek. Využití má také v lázeňství, kde slouží jako koupel při léčbě kloubů.

### Jaderné palivo
Hlavní článek: Jaderné palivo
Na rozdíl od ostatních zdrojů se energie z jaderného paliva uvolňuje prostřednictvím jaderných reakcí. buď štěpením (rozpadem) nebo fúzí (slučováním). Množství energie, kterou lze získat jadernými reakcemi, je v přepočtu na jednotku hmotnosti paliva o několik řádů vyšší než v případě fosilních zdrojů.
Palivem pro štěpnou reakci v jaderných elektrárnách je obvykle uran obohacený na vyšší koncentraci štěpitelných izotopů, případně plutonium. Do budoucna se počítá i s thoriem, kterého zemská kůra obsahuje výrazně více.
Jako palivo pro radioizotopové termoelektrické generátory používané zejména na kosmických sondách pro výzkum vzdáleného vesmíru jsou používány izotopy s kratším poločasem rozpadu (například 238Pu - 88 let).
Jako palivo pro jadernou fúzi by měly sloužit izotopy vodíku deuterium a tritium, případně další lehké prvky.

## Životnost zásob neobnovitelných zdrojů
Odhadovaná životnost zásob vychází z poměru ověřených zásob a roční těžby. Ověřené zásoby ropy vystačí na přibližně 50 let současné spotřeby (údaj z roku 2020), tato hodnota se od roku 2000 mění poměrně málo (ověřené zásoby rostou). Podobná je situace v případě zemního plynu. Ověřené zásoby uhlí jsou na přibližně 130 let těžby, v roce 2000 byly více než 200 let. Zásoby uranu byly v roce 2018 na 130 let těžby.

## Prognóza spotřeby neobnovitelných zdrojů
V závislosti na rychlosti implementace politik pro snížení emisí CO2 se očekává snižování spotřeby fosilních paliv nejpozději od roku 2030. Spotřeba uhlí výrazně klesá již v současnosti, zejména díky aktivním opatřením ve vyspělých zemích. U ropy je očekáván pokles spotřeby nejpozději od roku 2035, především v dopravě. Pouze u zemního plynu nelze vyloučit, že jeho spotřeba mírně poroste až do roku 2050.